# 蒂雷斯
蒂雷斯（義大利語：Tires，發音：[ˈtiːɐ̯s]，蒂尔斯）是意大利博尔扎诺-上阿迪杰自治省的一个市镇。总面积42平方公里，人口964人，人口密度23.0人/平方公里（2009年）。ISTAT代码为021100。